# 鄭朝明
鄭朝明（1952年3月9日—），台灣政治人物，曾代表民主進步黨任職中華民國立法委員，在2008年立委選舉黨內初選捨棄根據地萬丹鄉所在的屏東第二選區轉而投入屏東第一選區，與縣議員蘇震清競爭，初選的結果以大幅度差距落敗，阻斷了立委五連霸之路。2019年11月，宣布參選2020年屏東第二選區立委，但競選失利。

## 外部連結
- 立法院 （页面存档备份，存于）